# Poemas narrativos de materia carolingia
Los poemas narrativos de materia carolingia son cuatro las  historias que se conocen sobre el emperador Carlomagno en español: Flores y Blancaflor, Mainete, el Cuento del emperador Carlos Maynes y la Historia de Enrique, fi de Oliva.

## Flores y Blancaflor
Narra las aventuras de Flores, hijo de un rey moro, y Blancaflor, hija de una noble cautiva cristiana. Flores y Blancaflor crecen juntos hasta que, viendo el padre de Flores el amor de ambos y considerándolo inadecuado, los separa. Flores marcha en busca de la joven y la encuentra en el harén del rey de Babilonia. Aunque consigue llegar hasta ella, es descubierto. El rey decide matarlos, pero finalmente les concede el perdón. Felices y casados, vuelven al reino de Flores, quien se convierte junto a todos sus súbditos al cristianismo.
Si bien la crítica no se ha puesto de acuerdo en cuanto a las fuentes, el parecido entre esta obra y el cuento de las Mil y una noches "Nima y Num" resulta más que casual.
La versión primitiva del relato debió escribirse en francés entre 1147 y 1150, conoció un gran éxito y, por lo tanto, fue muy traducido. 
Por lo que respecta a España, en la corte de Sancho IV hubo una versión de la historia algo diferente a la de los textos conocidos, que fue la que se usó para el resumen de la Gran Conquista de Ultramar.  Después, sólo tenemos breves menciones (Libro de Buen Amor, Cancionero de Baena) hasta que en 1512 ve la luz una edición impresa, de carácter eminentemente sentimental.

## Mainete
Como el Caballero Zifar, cuenta la historia de un hombre (ahora Carlomagno) que pierde su identidad familiar y social y que debe recuperarla gracias a su propio esfuerzo. 
Además de en la Estoria de España y la Gran Conquista de Ultramar, las mocedades del futuro emperador se nos han conservado en la conocida como Crónica Fragmentaria (principios del siglo XIV), refundición singular de la historia de los reyes astur-leoneses que figuraba en la Estoria de España. En ella se fue combinando la escueta información que ofrecía el texto alfonsí (...), con el extenso relato novelesco, relativo a Carlomagno y sus antecesores, que proporcionaba una obra perdida, la 'Estoria de los reyes moros que ouo en Africa de Sigiberto (Gilberto, Sujulberto), mencionada en repetidas ocasiones.

## Cuento del emperador Carlos Maynes
Como en el caso anterior, estamos ante otra historia de pérdida y recuperación de la identidad familiar y social; pero ahora no le ocurre a Carlomagno, sino a su hijo Luis. 
La construcción argumental de esta obra se guía por dos intenciones: avisar contra los malos consejeros (tema recurrente en la prosa medieval) y la importancia que, para el buen funcionamiento de un reino, tienen los conceptos de prudencia y lealtad.
Los cuarenta y seis capítulos que componen la obra se pueden agrupar en siete núcleos argumentales:
1. Difamación de la reina Sevilla (capítulos 1-7).
2. Defensa de la reina (capítulos 8-11).
3. Vida fuera de la corte de la reina Sevilla (capítulos 12-15).
4. Castigo de la traición (capítulos 16-27).
5. Nacimiento de Luis, heredero de Carlomagno y héroe vengador (capítulos 28-33).
6. Debilidad del emperador (capítulos 34-37).
7. Guerra y reinserción social de Luis (capítulos 38-46).

## Enrique, fi de Oliva
La fuente principal del romance parece ser el cantar de gesta francés Doon de La Roche, aunque también se toman episodios de la Gran Conquista de Ultramar, por ejemplo, la historia de Carlos Mainete, con la que tiene algunos paralelismos. La Historia de Enrique se publicó en Sevilla en 1498 y desde ese momento aparecieron ocho ediciones más, hasta 1580. Esta versión parece ser una actualización preparada por los primeros impresores, pero la versión original, que incluía el encantamiento del protagonista, se remonta a la segunda mitad del siglo XIII y se relaciona estrechamente con la Karlamagnús saga.
La versión castellana, así como la noruega antigua, como se manifiesta en el mismo título, potencia la figura de Oliva, madre del protagonista, que se convertirá en otra ejemplo más de la mujer difamada como la Grima del Zifar o la Sevilla del Cuento del enperador Carlos Maynes.
Como en casos anteriores, se han perdido las versiones originales y sólo han sobrevivido las impresas y los testimonios de autores coetáneos a la obra (más información sobre este aspecto y la datación de la obra).
El título completo del libro (Historia de Enrique fi de Oliva. Rey de Jherusalem,  Emperador de Constantinopla) ofrece los cuatro grandes segmentos argumentales que se basa en la división capitular que diseñó Pascual de Gayangos y Arce cuando publicó la primera edición moderna.
1. Orígenes del héroe: difamación de la madre (capítulos 1-10).
2. Construcción de la dimensión espiritual del héroe que concluye con la conquista de Jerusalén y el ascenso al trono (capítulos 11-20).
3. Consolidación de la dimensión heroica: Emperador de Constantinopla (capítulos 21-30).
4. Restitución de Oliva a su posición social (capítulos 31-40).

La otra estructura posible, y que ha sido la que primero se propuso presenta el desarrollo argumental como si de un tríptico que trata:
1. Orígenes del héroe: difamación de doña Oliva.
2. Desarrollo físico, moral y heroico de Enrique.
3. Reivindicación de doña Oliva.

En realidad es la misma que la anterior, solo que los dos argumentos centrales se hallaban fundidos en uno.